# Eremothecella
Eremothecella es un género de hongos liquenizados en la familia Arthoniaceae. El género posee una distribución amplia en zonas tropicales, y contiene seis especies.